# Architaenioglossa
Architaenioglossa là nhóm ốc ốc trong nhánh Caenogastropoda.

## Phân loại
- Liên họ Ampullarioidea
  - Họ Ampullariidae
  - † Họ Naricopsinidae
- Liên họ Cyclophoroidea
  - Họ Cyclophoridae
  - Họ Aciculidae
  - Họ Craspedopomatidae
  - Họ Diplommatinidae
  - † Họ Ferussinidae
  - Họ Maizaniidae
  - Họ Megalomastomatidae
  - Họ Neocyclotidae
  - Họ Pupinidae
- Liên họ Viviparoidea
  - Họ Viviparidae
  - † Họ Pliopholygidae

(các họ chỉ tìm thấy trong hóa thạch được đánh dấu †)

## Hình ảnh

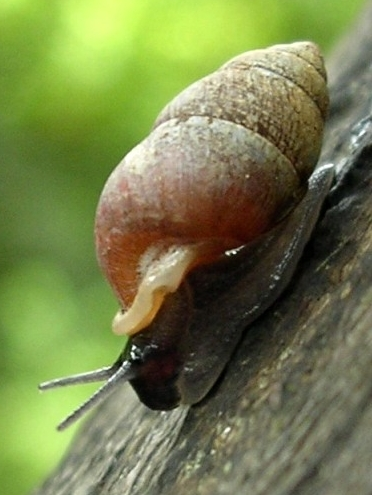